# شهرستان چومو
شهرستان چومو (به تبتی: གྲོ་མོ་རྫོང༌།، به پین‌یین تبتی: Chomo Zong) و یا شهرستان یادونگ (به چینی: 亚东县، به پین‌یین: 	Yàdōng Xiàn) یک شهرستان در چین است که در شیگاتسه واقع شده‌است.